# 耶茨維爾 (喬治亞州)
耶茨維爾（英語：Yatesville）是一個位於美國喬治亞州阿普森縣的城鎮。

## 地理
耶茨維爾的座標為32°54′46″N 84°08′33″W / 32.91278°N 84.14250°W，而該地的平均海拔高度為243米（即797英尺）。

## 人口
根據2010年美國人口普查的數據，耶茨維爾的面積為2.30平方千米，當中陸地面積為2.30平方千米，而水域面積為0.00平方千米。當地共有人口357人，而人口密度為每平方千米155人。